# Fruta de Leite
Fruta de Leite é um município brasileiro do estado de Minas Gerais. Está localizado no norte de Minas Gerais, na microrregião de Salinas, compõe com outros municípios o Alto Rio Pardo. Sua população recenseada em 2022 era de 4 647 habitantes.